# Bois-de-Champ
Bois-de-Champ é uma comuna francesa na região administrativa de Grande Leste, no departamento de Vosges. Estende-se por uma área de 17,69 km². Em 2010 a comuna tinha 109 habitantes (densidade: 6,2 hab./km²).